# Route 666
Pour les articles homonymes, voir Route 666 (homonymie).
Route 666, ou Les Culbuteurs de l'enfer, (titre original en anglais : Damnation Alley) est un roman de science-fiction de l'auteur américain Roger Zelazny, paru en 1969.

## Résumé
L'Amérique, dévastée par une guerre atomique, n'est plus que ruine, la désolation centrale étant pratiquement infranchissable.
Hell Tanner est un criminel, dernier survivant des Hell's Angel, mais c'est aussi un conducteur hors pair, et lorsqu'une épidémie se déclare sur la côte Est, il est jugé le seul capable de mener l'expédition chargée d'apporter les vaccins de la côte Ouest au foyer de la maladie, à Boston. Dans trois véhicules spécialement conçus, Hell Tanner et cinq autres conducteurs s'aventurent dans la désolation...

## Le titre
Le roman est paru sous deux traductions :
- Les Culbuteurs de l'enfer, traduit par François Lasquin, aux éditions Champ Libre, coll. "Chute libre" en 1974, puis Éditions Jean-Claude Lattès en 1979.
- Route 666, retraduit par Thomas Bauduret pour l'édition Denoël, coll Présence du futur en 2000.

## Adaptation au cinéma
- 1977 : Les Survivants de la fin du monde de Jack Smight
- Route 666 est une des principales inspirations de Mad Max